# 薛香川
薛香川（1944年12月12日—），台灣政治及商業人物，中國國民黨籍，長期於行政院國家科學委員會任職，並曾任行政院國家科學委員會副主任委員，2000年政黨輪替後成為國民黨智庫重要策略幕僚之一。曾任台灣彩券董事長。

## 生平
曾以薛翔川為筆名，投稿中央日報，其中一篇「故鄉行」，被收入中副選集。
2008年4月21日，第22任行政院長劉兆玄公佈將其延攬入內閣，擔任行政院秘書長；2008年5月20日隨全體閣員就職後，同時兼任福建省政府主席。
2009年8月19日正式向行政院長劉兆玄遞出辭呈，為之前的言論下台負責。惟劉兆玄於當日下午的記者會上表示，薛香川秘書長口頭請辭，將於9月初討論改組時一併考量，目前全力投入莫拉克風災救災與重建工作。及至當年9月10日劉兆玄宣布內閣總辭。
2010年3月3日薛香川任台灣彩券公司董事長，2012年再任中國信託金融控股公司副董事長兼台灣彩券公司董事長迄今。

## 任公職期間

### 莫拉克風災
2009年8月8日，台灣遭逢五十年來最大的八八水災。8月17日，台灣電視台TVBS政論節目「2100全民開講」嘉賓、國策顧問林火旺指稱其友人看見行政院秘書長薛香川8月9日在福華大飯店聚餐。薛香川打電話進該節目澄清，表示自己是在8日當天和朋友、家人及近百歲丈人過父親節，而次日則一早便趕赴災區。「拜託!父親節，父親節耶，吃個飯過分嗎？」
8月18日晚間，薛香川更傳送簡訊給多名民進黨立委再度提出澄清，簡訊內容提到「8月8日當天早上十點左右，我自己開車到辦公室加班直到晚上約七點，回程接到家人電話，才轉至福華飯店陪我九十五歲的岳父吃父親節的晚飯，晚上又一直忙公務到深夜十二點半，第二天一早又搭當天第一班也是最後一班高鐵陪院長南下勘災。平常我一天三餐都在辦公室吃，很少晚上九點前離開辦公室」。
2009年8月19日，薛香川向行政院長劉兆玄遞出辭呈。但下午劉兆玄記者會上表示，國防部長陳肇敏與行政院秘書長薛香川已口頭請辭，將於9月初討論改組時一併考慮，目前這段時間，他請兩人全力投入救災與重建，不要懈怠。

## 荣誉

### 中华民国勋章奖章
- 一等功绩奖章（行政院，2009年9月10日颁发[2]）